# Microbuthus fagei
Espèce
Microbuthus fagei est une espèce de scorpions de la famille des Buthidae.

## Distribution
Cette espèce se rencontre en Mauritanie et au Maroc.

## Description
Le mâle mesure 17,5 mm et la femelle paratype 19 mm.

## Étymologie
Cette espèce est nommée en l'honneur de Louis Fage.

## Publication originale
- Vachon, 1949 : « Études sur les Scorpions III (suite). Description des Scorpions du Nord de l’Afrique. » Archives de l’Institut Pasteur d’Algérie, vol. 27, no 4, p. 334-396.